# Adam Gibson
Adam Gibson, (Launceston, 30 de outubro de 1986) é um basquetebolista australiano que atualmente joga pelo Adelaide 36ers disputando a NBL. O atleta possui 1,88m, pesa 93kg e atua na posição armador. Fez parte do selecionado australiano que conquistou a vaga para o torneio olímpico de basquetebol dos Jogos Olímpicos de Verão de 2016 no Rio de Janeiro.